# Isolierstoff
Ein Isolierstoff (auch Isoliermittel) ist in der Fachsprache ein nichtleitendes Material, das also nur eine extrem geringe und somit vernachlässigbare elektrische Leitfähigkeit hat. Isolierstoffe werden in der Elektrotechnik verwendet, um den elektrischen Stromfluss auf die spannungsführenden Teile zu begrenzen. Aus Isolierstoffen werden Isolatoren (z. B. bei Kabeln) hergestellt (auch Isolation genannt).
Im Alltag sind mit dem Begriff Isolierstoff allgemein alle Dämmstoffe gemeint, die eine Energie- oder Stoffübertragung behindern sollen, beispielsweise Wärme (Wärmedämmung), Schall (Schalldämmung) oder auch Wasserdampf (z. B. Anstrichstoffe) und Wasser (Bauwerksabdichtung).

## Elektrische Isolierstoffe

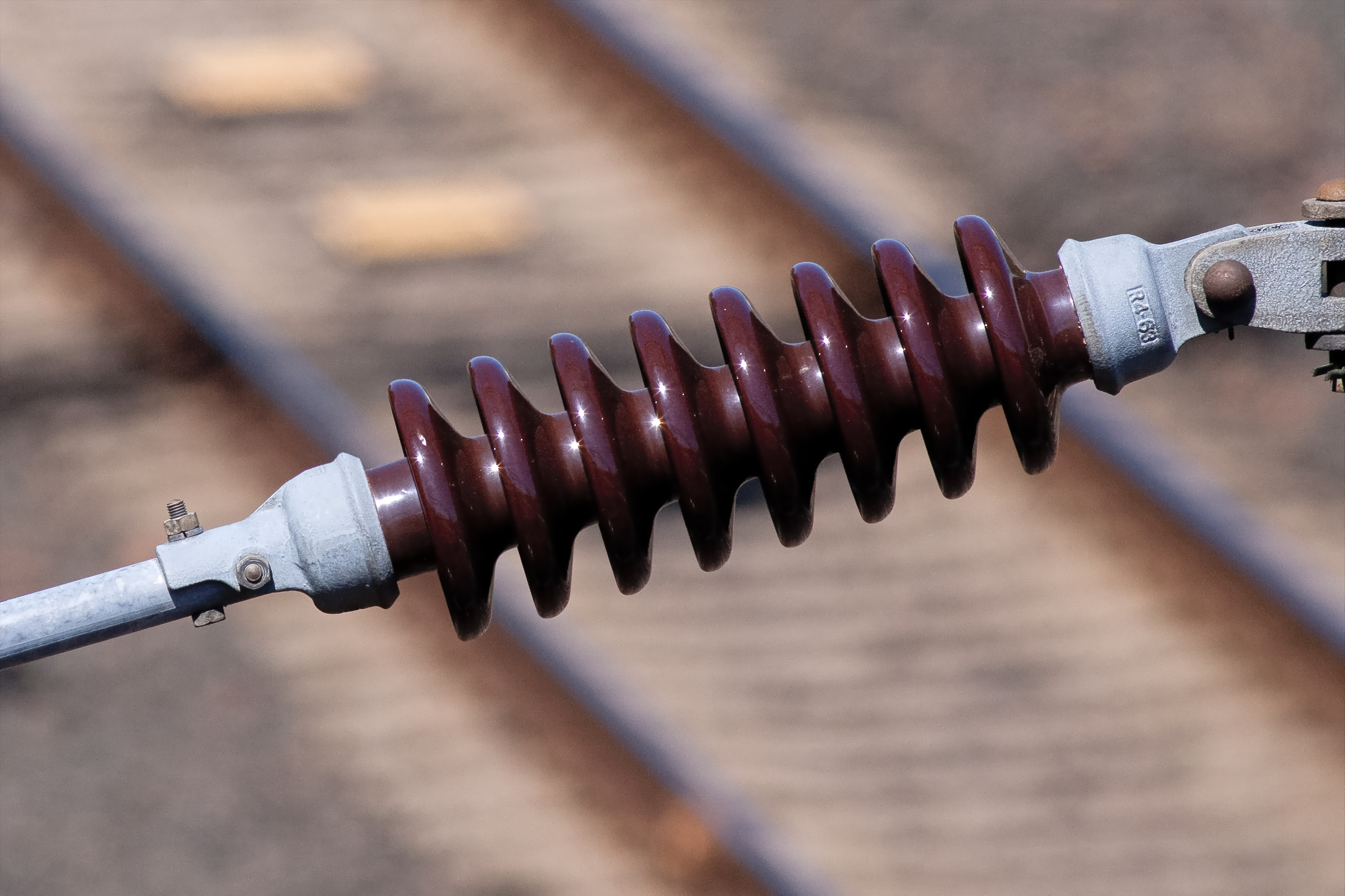
Hochspannungsisolator aus Keramik

Elektrische Isolierstoffe haben einen hohen spezifischen elektrischen Widerstand (min. 1010 Ω·cm) und sind Nichtleiter. Weiterhin zeichnen sie sich durch eine hohe elektrische Durchschlagsfestigkeit und ein geringes Wasseraufnahmevermögen aus. Weitere Anforderung sind je nach Anwendungsbereich mechanische Festigkeit und Beständigkeit gegenüber Umwelteinflüssen.
Wichtige Eigenschaften sind eine hohe Kriechstromfestigkeit und thermische Belastbarkeit. Die thermische Belastbarkeit wird durch Isolierstoffklassen angegeben.
Im Gegensatz zum elektrischen Strom können elektromagnetische Felder (abhängig von Frequenz und Wellenlänge) Isolierstoffe in unterschiedlichem Ausmaß durchdringen, sind diese also nicht erwünscht, müssen Kabel zusätzlich abgeschirmt werden.
Eine der ersten technisch verwendeten elektrischen Isolierstoffe Mitte des 19. Jahrhunderts war Guttapercha, der eingetrocknete Milchsaft des im malaiischen Raum heimischen Guttaperchabaumes, welcher im Bereich der damals entstehenden Telegrafenleitungen eingesetzt wurde.
Heute meistens eingesetzte Isolierstoffe sind Kunststoffe (Duroplast, Thermoplast, Elastomere), technische Keramik, Isolieröl, ölgetränktes Papier, Glas.

### Beispiele
- Technische Keramik, z. B.:

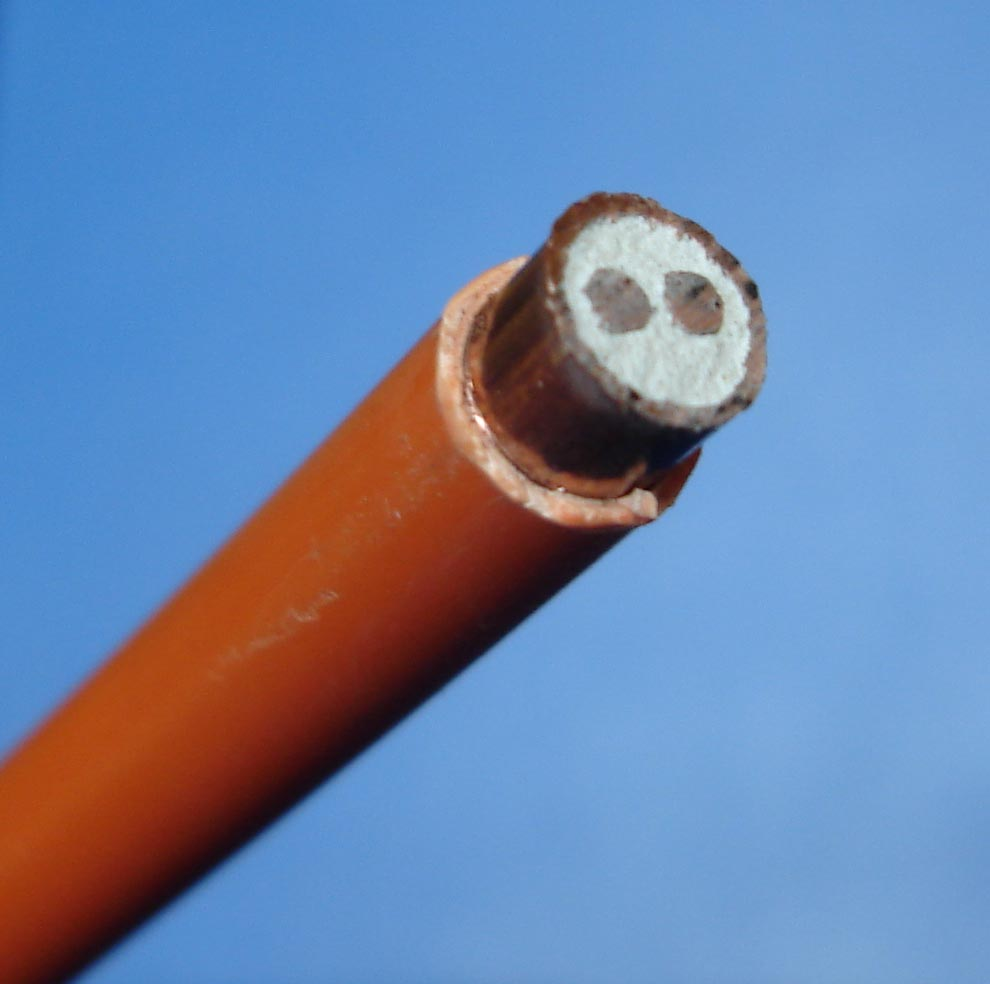
Adernisolation aus Mineralfasern (Feuerschutzkabel)

  - Steatit, Porzellan (Isolatoren, Strom-Durchführungen)
  - Aluminiumoxid-Keramik
- Kunststoffe
  - Thermoplast, z. B.:
    - Polyethylen bzw. PE (Koaxialkabel, Telefon- und Netzwerkkabel)
    - vernetztes Polyethylen bzw. VPE (Hochspannungskabel)
    - Polyvinylchlorid bzw. PVC (Niederspannungskabel)
    - Polytetrafluorethylen bzw. PTFE (hochbeanspruchte, verlustarme Kabel und Bauteile, Hochfrequenz-Isolatoren)
    - Polyester (PES) bzw. Polycarbonate (PC) (Kabel, Kondensatoren, Isolation für Wickeldrähte)

  - Duroplaste, z. B.:
    - Hartpapier (Leiterplatten-Basismaterial), Phenoplast (Gehäuse und Klemmen)
    - Hartgewebe (Elektromotoren und -generatoren)
    - Epoxidharz (Verguss, Umhüllungen) und Epoxidharz-Faserverbundwerkstoffe (Leiterplatten-Basismaterial)
    - Melaminharz (Aminoplast)
    - Polyurethanharz (Lacke, Verguss-Bauteile, Isolation für Wickeldrähte)

  - Elastomere
    - Silikonelastomere (Verbundisolatoren, Beschichtungen für Keramikisolatoren)
    - Ethylen-Propylen-Copolymer (Kabelisolation)
- Öle
  - Silikonöl
  - Chlordiphenyl (nicht mehr zulässig)
  - Transformatorenöl in Leistungsschalter, Leistungstransformatoren, Leistungskondensatoren, Ölkabel.
- Elektroisolierpapier
- Glas
  - Borosilikatglas
  - Aluminosilikatglas
- Glimmer

### Supraisolator-Effekt
Analog zum Supraleiter gibt es bei Temperaturen um den absoluten Nullpunkt den Effekt, dass der elektrische Widerstand mancher (Supra)-Isolatoren um mehrere Größenordnungen ansteigt. Dies kann sich bis zum völligen Verschwinden des elektrischen Leitwertes steigern, derartige Materialien bezeichnet man auch als Supraisolator (engl. superinsulator). Das Phänomen tritt nur bei supraleitenden Materialien auf und hängt eng mit dem Phänomen der Supraleitung zusammen.

### Überlastungsschäden
Jeder reale Isolierstoff kann immer nur bis zu einer gewissen Spannung und Temperatur isolieren. Siehe dazu: Isolator: Überlastungsschäden